# وشاح الملك عبد العزيز
وشاح الملك عبد العزيز وشاح سعودي من الدرجة الثانية، يعتبر ثالث أفضل تكريم بعد قلادة بدر الكبرى وقلادة الملك عبدالعزيز. للوشاح طبقتان، هما: وشاح الملك عبد العزيز ووشاح الملك عبد العزيز من الطبقة الثانية. يمنح وشاح الطبقة الأولى فقط لأولياء العهد وأمراء الأسر المالكة ورؤساء مجلس الوزراء ورؤساء الهيئات النيابية وأعضاء مجالس الوصاية على العرش أو من في مستواهم. بينما يُمنح وشاح الملك عبد العزيز من الطبقة الثانية للوزراء والسفراء السعوديين والأجانب ممن قدموا للدولة خدمات جليلة غير عادية.

## وشاح الملك عبد العزيز
أشهر من حصل على وشاح الملك عبد العزيز من الطبقة الأولى هم:
| البلد    | المنصب                  | الاسم                              | في عهد                 |
| -------- | ----------------------- | ---------------------------------- | ---------------------- |
| السعودية | الأمير                  | نايف بن عبد العزيز                 |                        |
| السعودية | الأمير                  | محمد بن نايف بن عبدالعزيز          | عبد الله بن عبد العزيز |
| إيطاليا  | رئيس مجلس وزراء إيطاليا | سيلفيو برلسكوني                    | عبد الله بن عبد العزيز |
| ماليزيا  | رئيس وزراء ماليزيا      | محمد عبد الرزاق                    | عبد الله بن عبد العزيز |
| ألمانيا  | المستشارة الألمانية     | أنغيلا ميركل                       | عبد الله بن عبد العزيز |
| اليابان  | رئيس الوزراء الياباني   | شينزوا آبي                         | عبد الله بن عبد العزيز |
| السعودية | الأمير                  | بدر بن عبد المحسن بن عبد العزيز    | سلمان بن عبد العزيز    |
| السعودية | الأمير                  | خالد الفيصل بن عبد العزيز          | سلمان بن عبد العزيز    |
| السعودية | وزير الداخلية           | عبد العزيز بن سعود بن نايف آل سعود | سلمان بن عبد العزيز    |
| السعودية | وزير الثقافة            | بدر بن عبد الله بن فرحان آل سعود   | سلمان بن عبد العزيز    |

### وشاح الملك عبد العزيز من الطبقة الثانية، وأشهر من حصل عليها
| البلد    | المنصب                                    | الاسم                      | في عهد                 |
| -------- | ----------------------------------------- | -------------------------- | ---------------------- |
| السعودية | وزير البترول والثروة المعدنية             | علي النعيمي                | عبد الله بن عبد العزيز |
| بنغلاديش | مؤسس بنك غرامين                           | محمد يونس                  | عبد الله بن عبد العزيز |
| السعودية | وزير الدولة للشؤون الخارجية السابق        | نزار مدني                  | سلمان بن عبد العزيز    |
| السعودية | رئيس هيئة الترفيه                         | تركي آل الشيخ              | سلمان بن عبد العزيز    |
| السعودية | وزير الاتصالات وتقنية المعلومات           | عبد الله السواحه           | سلمان بن عبدالعزيز     |
| السعودية | وزير التعليم                              | حمد آل الشيخ               | سلمان بن عبد العزيز    |
| السعودية | وزير الاستثمار                            | خالد الفالح                | سلمان بن عبد العزيز    |
| السعودية | وزير النقل                                | صالح الجاسر                | سلمان بن عبد العزيز    |
| السعودية | رئيس الشؤون الخاصة لخادم الحرمين الشريفين | ناصر بن عبد الرزاق النفيسي | سلمان بن عبد العزيز    |
| السعودية | معالي الدكتور                             | أحمد عبد الكريم الخليفي    | سلمان بن عبد العزيز    |